# 負けたらあかんぞ!
『負けたらあかんぞ!』（まけたらあかんぞ）は、1967年7月3日から同年10月2日までTBS系列局で放送されていた朝日放送製作のコメディ番組である。花王石鹸（現・花王）の一社提供。全14回。放送時間は毎週月曜 19:00 - 19:30 （日本標準時）。

## 概要
集団就職で東京へやってきた3人の少年少女の生きる姿を、笑いと涙で綴っていた番組。前番組『いとはんと丁稚どん』と同じく花登筺原作の上方コメディで、引き続き大村崑と花紀京が出演していた。また、収録も引き続きABCホール（2代目）で行われていた。
放送開始当日の朝日新聞（首都圏版）の本番組の広告には、「東の笑いと西の笑いのラッシュアワー」というキャッチコピーが書かれていた。
『ビッグX』の放送開始以来この月曜19:00枠のスポンサーを務めていた花王石鹸と番組製作を担当していた朝日放送は、本番組の最終回をもってそれぞれこの枠から撤退した。特に、本番組終了以降は、TBSでは同時間帯に在阪局（朝日放送 → 毎日放送）製作のレギュラー番組は放送されていない。
原作、脚本の花登は、本番組終了後朝日放送では1977年の『おくどはん』まで制作されなかった。

## 出演者
- 大村崑太郎（主人公）：大村崑
- 京左ェ門：花紀京
- 春川春子：春川ますみ
- 和夫：桑原和男
- 佐々（現場監督）：佐々十郎
- さくら：小桜京子
- マドロス：船場太郎
- お駿（まかないの小母）：堺駿二
- 永井（船長）：フランク永井
- 布施：布施明
- 堺先生：フランキー堺
- 中田ダイマル・ラケット
- ほか

## スタッフ
- 原作・脚本：花登筺
- 演出：田畑泰雄、西村大介、菊地勇夫、和田保久
- スイッチャー：山崎伸夫
- 営業：柿原秀男
- 音楽：加納光記
- ミキサー：白川嘉彦
- 音響効果：石川泰弘、山口通夫
- テクニカルディレクター：山中健一
- カメラ：杉山圭一、小川宏充、佐野吉保、森市郎、安保彰夫
- SM：松田昌久
- 照明：照明課
- デザイン：大石立二
- 美術進行：井上照雪
- 装飾：井上郁郎、関西美工
- 衣装：土井明子、仲村肇
- 化粧：ベイリー美容院
- 特殊効果：植田勝、高岡慎治
- タイトル：竹内志郎
- プロデューサー：澤田隆治
- エージェンシー：博報堂
- 制作：朝日放送

## 放送リスト
| 回 | 放送日 （1967年） | サブタイトル       |
| -- | ----------------- | ------------------ |
| 1  | 7月3日            | サア出発           |
| 2  | 7月10日           | わての頭はアゲ底や |
| 3  | 7月17日           | 電気にヨワイぞ     |
| 4  | 7月24日           | 月給日や           |
| 5  | 7月31日           | 飯場はタマラン     |
| 6  | 8月7日            | ハッパをかけろ     |
| 7  | 8月14日           | アイデアをさがせ   |
| 8  | 8月21日           | スパイがいる       |
| 9  | 8月28日           | カンカン虫の歌     |
| 10 | 9月4日            | カンカン虫は叫ぶ   |
| 11 | 9月11日           | クラゲのうた       |
| 12 | 9月18日           | エッサッサ号       |
| 13 | 9月25日           | オオ！友情         |
| 14 | 10月2日           | 兄さんと呼べ       |

参考：『毎日新聞縮刷版』毎日新聞社、1967年7月3日 - 同年10月2日付のラジオ・テレビ欄。